# انسان نشر راملا
انسان نِشِر راملا (انگلیسی: Nesher Ramla Homo)، گروه یک انقراض جمعیت از انسان خردمند باستانی است که در زمان چیبانین در محل اسرائیل کنونی زندگی می‌کردند. در سال ۲۰۱۰، شواهدی از یک صنعت ابزار در طول یک سال حفاری باستان‌شناسی در محوطه باستانی نشر راملا (נשר רמלה (אתר פלאוליתי)) کشف شد. در سال ۲۰۲۱، اولین انسان نشر رمله از بقایای کشف شده در حفاری‌های بیشتر شناسایی شد.